# El color de las nubes
El color de las nubes és una pel·lícula espanyola de 1997 escrita i dirigida per Mario Camus.

## Argument
La història gira entorn del vell casalot càntabre que Donya Lola reivindica davant els requeriments de propietat del ric hereu del seu difunt amant. S'entrellacen les vides de nens i adults en un univers hostil: un vell fuster de ribera i un pescador furtiu que troba una partida de droga, una jove relacionada amb productes ecològics, un advocat que la festeja, un nen espanyol que es fa passar per bosnià, una colla de traficants..., aflorant la solidaritat d'uns i la voracitat d'uns altres.

## Repartiment
- Julia Gutiérrez Caba: Lola
- Ana Duato: Tina
- Antonio Valero: Valerio
- Josep Maria Domènech: Colo
- Simón Andreu: Quiroga
- Pedro Barrejón: Bartolomé
- Adis Suijic: Mirsad
- Ramón Langa: Mateo
- Manuel Zarzo: Pedro
- Tito Valverde: José María
- Blanca Portillo: Madre
- Miguel Arribas: Ex policía
- Antonio Dechent: Conductor
- Joaquín Climent: Padre
- Fabiola Toledo: Presentadora

## Palmarès cinematogràfic
XII Premis Goya
| Categoria                   | Persona                 | Resultat  |
| --------------------------- | ----------------------- | --------- |
| Millor actriu protagonista  | Julia Gutiérrez Caba    | Nominada  |
| Millor actor de repartiment | Antonio Valero          | Nominat   |
| Millor actriu revelació     | Blanca Portillo         | Nominada  |
| Millor fotografia           | Jaume Peracaula i Roura | Guanyador |
| Millor muntatge             | José María Biurrun      | Nominat   |
| Millor direcció artística   | Antonio Cortés          | Nominat   |

Medalles del Cercle d'Escriptors Cinematogràfics
| Categoria         | Persona                 | Resultat  |
| ----------------- | ----------------------- | --------- |
| Millor fotografia | Jaume Peracaula i Roura | Guanyador |
| Millor muntatge   | José María Biurrun      | Guanyador |

VII Premis de la Unión de Actores
| Categoria                                     | Persona         | Resultat |
| --------------------------------------------- | --------------- | -------- |
| Millor interpretació de repartiment de cinema | Blanca Portillo | Nominada |